# Radiación electromagnética

Las ondas electromagnéticas que componen la radiación electromagnética pueden ser representadas como campos eléctricos y magnéticos autopropagados en forma de onda transversal. El diagrama muestra una onda plana linealmente polarizada que se propaga de izquierda a derecha. El campo eléctrico (azul) está sobre el plano vertical y el campo magnético (rojo) sobre el plano horizontal. Los campos eléctrico y magnético en este tipo de ondas siempre están en fase a 90° una respecto a la otra.

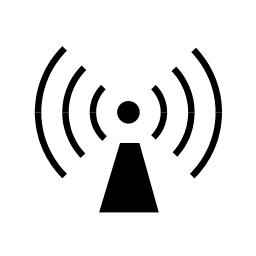
Símbolo de la radiación electromagnética

La radiación electromagnética es un tipo de campo electromagnético variable, es decir, una combinación de campos eléctricos y magnéticos oscilantes, que se propagan a través del espacio transportando energía de un lugar a otro. Desde el punto de vista clásico, la radiación electromagnética son las ondas electromagnéticas generadas por las fuentes del campo electromagnético y que se propagan a la velocidad de la luz. La generación y la propagación de estas ondas son compatibles con el modelo de ecuaciones matemáticas definido en las ecuaciones de Maxwell. Una propuesta de solución directa de dichas ecuaciones para el problema de la radiación electromagnética se ha publicado recientemente.
La radiación de tipo electromagnético puede manifestarse de diversas maneras, como ondas de radio, microondas, radiación infrarroja, luz visible, radiación ultravioleta, rayos X y rayos gamma. A diferencia de otros tipos de onda, como el sonido, que necesitaran un medio material para propagarse, la radiación electromagnética se puede propagar en el vacío. En el siglo XIX se pensaba que existía una sustancia indetectable, llamada éter, que ocupaba el vacío y servía de medio de propagación de las ondas electromagnéticas. El estudio teórico de la radiación electromagnética se denomina electrodinámica y es un subcampo del electromagnetismo.
Las ondas electromagnéticas pueden ser generadas por distintas fuentes como son: cargas aceleradas, dipolos oscilantes, corrientes variables en distintos tipos de antenas, entre otras. La forma de las ondas electromagnéticas depende de la fuente que las genera y de la distancia recorrida por las mismas.

## Historia del descubrimiento
La radiación electromagnética de longitudes de onda distintas a las de la luz visible se descubrió a principios del siglo XIX. El descubrimiento de la radiación infrarroja se atribuye al astrónomo William Herschel, quien publicó sus resultados en 1800 ante la Royal Society of London. Herschel utilizó un prisma de vidrio para refractar la luz del Sol y detectó rayos invisibles que provocaban un calentamiento más allá de la parte roja del espectro, mediante un aumento de la temperatura registrada con un termómetro. Estos «rayos caloríficos» se denominaron posteriormente infrarrojos.
En 1801, el físico alemán Johann Wilhelm Ritter descubrió la luz ultravioleta en un experimento similar al de Herschel, utilizando luz solar y un prisma de vidrio. Ritter notó que los rayos invisibles cerca del borde violeta de un espectro solar dispersado por un prisma triangular oscurecían las preparaciones de cloruro de plata más rápidamente que la luz violeta. Los experimentos de Ritter fueron los primeros precursores de lo que se convertiría en la fotografía. Ritter señaló que los rayos ultravioleta (que al principio se llamaron «rayos químicos») eran capaces de provocar reacciones químicas.

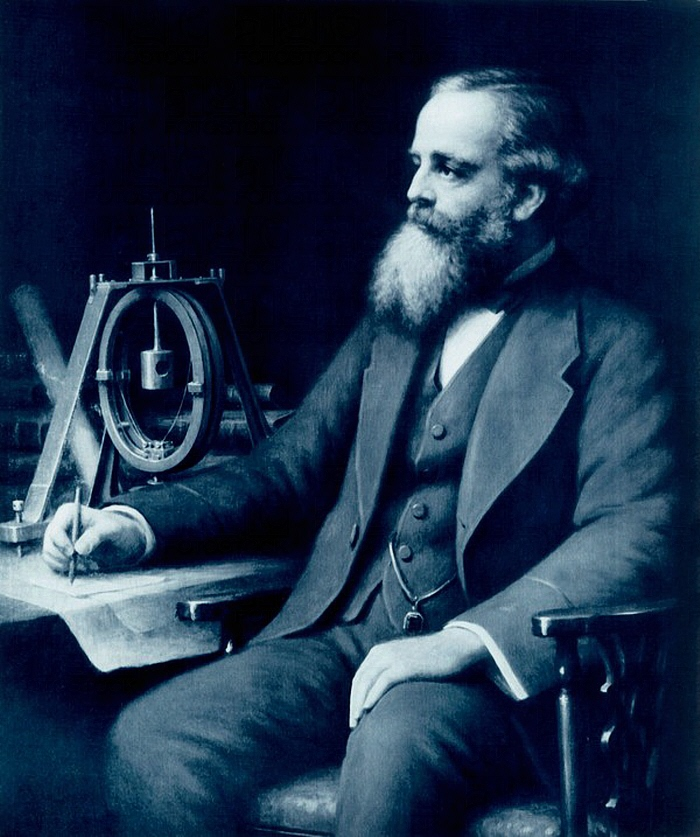
James Clerk Maxwell

En 1862-1864, James Clerk Maxwell desarrolló ecuaciones para el campo electromagnético que sugerían que las ondas en el campo viajarían con una velocidad muy cercana a la velocidad de la luz. Por lo tanto, Maxwell sugirió que la luz visible (así como los rayos infrarrojos y ultravioleta invisibles por inferencia) consistían en propagar perturbaciones (o radiación) en el campo electromagnético. Las ondas de radio fueron producidas deliberadamente por primera vez por Heinrich Hertz en 1887, utilizando circuitos eléctricos calculados para producir oscilaciones a una frecuencia mucho más baja que la de la luz visible. Hertz también desarrolló formas de detectar estas ondas y produjo y caracterizó lo que luego se denominaron ondas de radio y microondas.
Wilhelm Röntgen descubrió y nombró radiografías. Después de experimentar con altos voltajes aplicados a un tubo de vacío el 8 de noviembre de 1895, notó una fluorescencia en una placa cercana de vidrio revestido. En un mes, descubrió las principales propiedades de los rayos X.
La última parte del espectro electromagnético que se descubrió se asoció con la radiactividad. Henri Becquerel descubrió que las sales de uranio causaban el empañamiento de una placa fotográfica no expuesta a través de un papel de cobertura de una manera similar a los rayos X, y Marie Curie descubrió que solo ciertos elementos emitían estos rayos de energía, y pronto descubrió la intensa radiación del radio. La radiación de la pechblenda fue diferenciada en rayos alfa (partículas alfa) y rayos beta (partículas beta) por Ernest Rutherford a través de una simple experimentación en 1899, pero se demostró que eran tipos de radiación de partículas cargadas. Sin embargo, en 1900, el científico francés Paul Villard descubrió un tercer tipo de radiación de radio con carga neutra y especialmente penetrante, y después de describirlo, Rutherford se dio cuenta de que debía ser un tercer tipo de radiación, que en 1903 denominó rayos gamma. En 1910, el físico británico William Henry Bragg demostró que los rayos gamma son radiación electromagnética, no partículas, y en 1914 Rutherford y Edward Andrade midieron sus longitudes de onda, encontrando que eran similares a los rayos X pero con longitudes de onda más cortas y mayor frecuencia.

## Fenómenos asociados a la radiación electromagnética
Existen multitud de fenómenos físicos asociados con la radiación electromagnética que pueden ser estudiados de manera unificada, como la interacción de ondas electromagnéticas y partículas cargadas presentes en la materia. Entre estos fenómenos están por ejemplo la luz visible, el calor radiado, las ondas de radio y televisión o ciertos tipos de radioactividad por citar algunos de los fenómenos más destacados. Todos estos fenómenos consisten en la emisión de radiación electromagnética en diferentes rangos de frecuencias (o equivalentemente diferentes longitudes de onda), siendo el rango de frecuencia o longitud de onda el más usado para clasificar los diferentes tipos de radiación electromagnética. La ordenación de los diversos tipos de radiación electromagnética por frecuencia recibe el nombre de espectro electromagnético.

### Luz visible
La luz visible está formada por la radiación electromagnética cuyas longitudes de onda están comprendidas entre 400 y 700 nm. La luz es producida en la corteza atómica de los átomos, cuando un átomo por diversos motivos recibe energía puede que algunos de sus electrones pasen a capas electrónicas de mayor energía. Los electrones son inestables en capas altas de mayor energía si existen niveles energéticos inferiores desocupados, por lo que tienden a caer hacia estos, pero al decaer hacia niveles inferiores la conservación de la energía requiere la emisión de fotones, cuyas frecuencias suelen caer en los rangos asociados a la luz visible. Eso es precisamente lo que sucede en fenómenos de emisión primaria tan diversos como la llama del fuego, un filamento incandescente de una lámpara o la luz procedente del sol. Secundariamente la luz procedente de emisión primaria puede ser reflejada, refractada, absorbida parcialmente y esa es la razón por la cual objetos que no son fuentes de emisión primaria son visibles.

### Radiación térmica
Cuando se somete algún metal y otras sustancias a fuentes de calor estas se calientan y llegan a emitir luz visible. Para un metal este fenómeno se denomina calentar "al rojo vivo", ya que la luz emitida inicialmente es rojiza-anaranjada, si la temperatura se eleva la luz es blanca-amarillenta. Conviene señalar que antes que la luz emitida por metales y otras sustancias sobrecalentadas sea visible, estos mismos cuerpos irradian calor en forma de radiación infrarroja que es un tipo de radiación electromagnética no visible directamente por el ojo humano.

### Interacción entre radiación electromagnética y conductores
Cuando un alambre o cualquier objeto conductor, tal como una antena, conduce corriente alterna, la radiación electromagnética se propaga en la misma frecuencia que la corriente.
De forma similar, cuando una radiación electromagnética incide en un conductor eléctrico, hace que los electrones de su superficie oscilen, generándose de esta forma una corriente alterna cuya frecuencia es la misma que la de la radiación incidente. Este efecto se usa en las antenas, que pueden actuar como emisores o receptores de radiación electromagnética.

### Estudios mediante análisis del espectro electromagnético
Se puede obtener mucha información acerca de las propiedades físicas de un objeto a través del estudio de su espectro electromagnético, ya sea por la luz emitida (radiación de cuerpo negro) o absorbida por él. Esto es la espectroscopia y se usa ampliamente en astrofísica y química. Por ejemplo, los átomos de hidrógeno tienen una frecuencia natural de oscilación, por lo que emiten ondas de radio, las cuales tiene una longitud de onda de 21,12 cm.

### Penetración de la radiación electromagnética
En función de la frecuencia, las ondas electromagnéticas pueden no atravesar medios conductores. Esta es la razón por la cual las transmisiones de radio no funcionan bajo el mar y los teléfonos móviles se queden sin cobertura dentro de una caja de metal. Sin embargo, como la energía no se crea ni se destruye, cuando una onda electromagnética choca con un conductor pueden suceder dos cosas. La primera es que se transformen en calor: este efecto tiene aplicación en los hornos de microondas. La segunda es que se reflejen en la superficie del conductor (como en un espejo).

### Refracción
La velocidad de propagación de la radiación electromagnética en el vacío es «c». La teoría electromagnética establece que:
{\displaystyle c={\frac {1}{\sqrt {\varepsilon _{0}\mu _{0}}}}}
donde {\displaystyle \varepsilon _{0}} y {\displaystyle \mu _{0}} son la permitividad eléctrica y la permeabilidad magnética del vacío respectivamente.
En un medio material la permitividad eléctrica {\displaystyle \varepsilon } tiene un valor diferente a {\displaystyle \varepsilon _{0}}. Lo mismo ocurre con la permeabilidad magnética {\displaystyle \mu } y, por lo tanto, la velocidad de la luz en ese medio {\displaystyle v} será diferente a c. La velocidad de propagación de la luz en medios diferentes al vacío es siempre inferior a c.
Cuando la luz cambia de un medio a otro experimenta una desviación que depende del ángulo con que incide en la superficie que separa a los dos medios. Se habla, entonces, de un ángulo incidente y de un ángulo de transmisión. Este fenómeno, denominado refracción, es claramente apreciable en la desviación que presentan los haces de luz cuando inciden en el agua. La velocidad de la luz en un medio se puede calcular a partir de su permitividad eléctrica y de su permeabilidad magnética de la siguiente manera:
{\displaystyle v={\frac {1}{\sqrt {\varepsilon \mu }}}}

### Dispersión

Dispersión de la luz blanca en un prisma

La permitividad eléctrica y la permeabilidad magnética de un medio diferente del vacío dependen, además de la naturaleza del medio, de la longitud de onda de la radiación. De esto se desprende que la velocidad de propagación de la radiación electromagnética en un medio depende también de la longitud de onda de dicha radiación. Por tanto, la desviación de un rayo de luz al cambiar de medio será diferente para cada color (para cada longitud de onda). El ejemplo más claro es el de un haz de luz blanca que se "descompone" en colores al pasar por un prisma. La luz blanca es realmente la suma de haces de luz de distintas longitudes de onda, que son desviadas de manera diferente. Este fenómeno se llama dispersión. Es el causante de la aberración cromática, el halo de colores que se puede apreciar alrededor de los objetos al observarlos con instrumentos que utilizan lentes como prismáticos o telescopios.

### Radiación por partículas aceleradas
Una consecuencia importante de la electrodinámica clásica es que una partícula cargada en movimiento acelerado (rectilíneo, circular o de otro tipo) debe emitir ondas electromagnéticas siendo la potencia emitida proporcional al cuadrado de su aceleración, de hecho la fórmula de Larmor para la potencia emitida viene dada por:

{\displaystyle P={\frac {q^{2}a^{2}}{6\pi \varepsilon _{0}{\text{c}}^{3}}}}

Donde:
{\displaystyle q\,} es la carga eléctrica de la partícula.
{\displaystyle a\,} es la aceleración de la partícula.
{\displaystyle \varepsilon _{0}\,} la permitividad eléctrica del vacío.
{\displaystyle {\text{c}}\,} es la velocidad de la luz.
Un ejemplo de este fenómeno de emisión de radiación por parte de partículas cargadas es la radiación de sincrotrón.

## Espectro electromagnético

Diagrama del espectro electromagnético, mostrando el tipo, longitud de onda con ejemplos, frecuencia y temperatura de emisión de cuerpo negro.

Atendiendo a su longitud de onda, la radiación electromagnética recibe diferentes nombres, y varía desde los energéticos rayos gamma (con una longitud de onda del orden de picómetros) hasta las ondas de radio (longitudes de onda del orden de kilómetros), pasando por el espectro visible (cuya longitud de onda está en el rango de las décimas de micrómetro). El rango completo de longitudes de onda es lo que se denomina el espectro electromagnético.
El espectro visible es un minúsculo intervalo que va desde la longitud de onda correspondiente al color violeta (aproximadamente 400 nanómetros) hasta la longitud de onda correspondiente al color rojo (aproximadamente 700 nm).
En telecomunicaciones se clasifican las ondas mediante un convenio internacional de frecuencias en función del empleo al que están destinadas como se observa en la tabla, además se debe considerar un tipo especial llamado microondas, que se sitúan su rango de frecuencias entre 1 GHz y 300 GHz, es decir, longitudes de onda de entre 30 centímetros a 1 milímetro, que tienen la capacidad de atravesar la ionosfera terrestre, permitiendo la comunicación satelital.
| Sigla | Rango            | Denominación                   | Empleo                           |
| ----- | ---------------- | ------------------------------ | -------------------------------- |
| VLF   | 10 kHz a 30 kHz  | Muy baja frecuencia            | Radio gran alcance               |
| LF    | 30 kHz a 300 kHz | Baja frecuencia                | Radio, navegación                |
| MF    | 300 kHz a 3 MHz  | Frecuencia media               | Radio de onda media              |
| HF    | 3 MHz a 30 MHz   | Alta frecuencia                | Radio de onda corta              |
| VHF   | 30 MHz a 300 MHz | Muy alta frecuencia            | TV, radio                        |
| UHF   | 300 MHz a 3 GHz  | Ultra alta frecuencia          | TV, radar, telefonía móvil, WLAN |
| SHF   | 3 GHz a 30 GHz   | Super alta frecuencia          | Radar                            |
| EHF   | 30 GHz a 300 GHz | Extremadamente alta frecuencia | Radar                            |

## Explicaciones teóricas de la radiación electromagnética

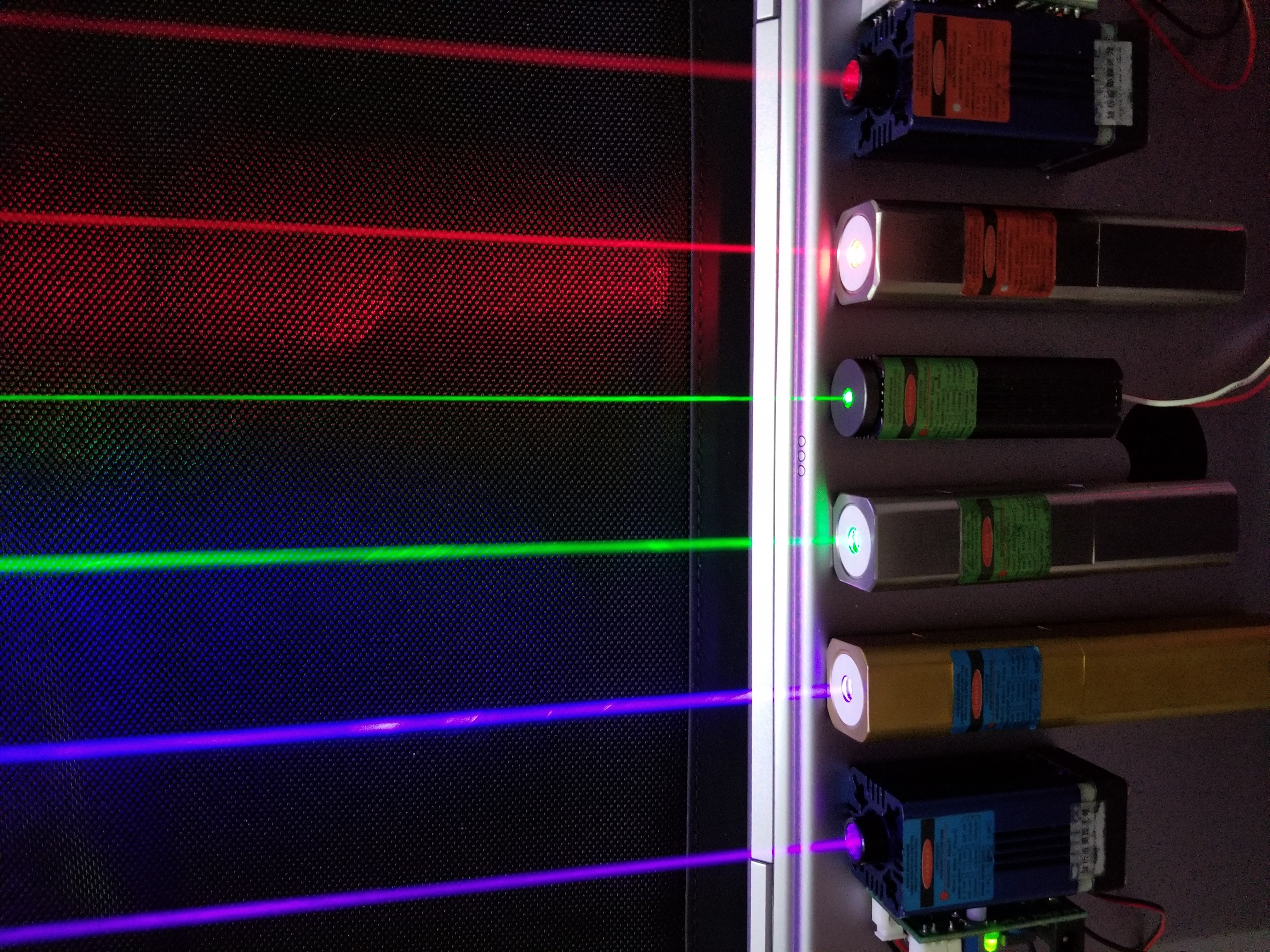
Light Amplification by Stimulated Emission of Radiation

El electromagnetismo clásico y la mecánica cuántica ofrecen descripciones diferentes de la radiación electromagnética. En el electromagnetismo clásico la radiación es un campo oscilante que se propaga desde la fuente emisora, mientras que en la mecánica cuántica la radiación es interpretada en términos de partículas (fotones) emitidas por una fuente. Esas dos descripciones, sin embargo, son complementarias y para situaciones macroscópicas no son cualitativamente diferentes.

### Ecuaciones de Maxwell
Maxwell asoció varias ecuaciones, actualmente denominadas ecuaciones de Maxwell, de las que se desprende que un campo eléctrico variable en el tiempo genera un campo magnético y, recíprocamente, la variación temporal del campo magnético genera un campo eléctrico. Se puede comprobar que esta "inducción" mutua hace que las ecuaciones de Maxwell admitan una solución en forma de onda que se propaga desde una fuente. Esta solución teórica fue la que llevó a postular que existirían ondas electromagnéticas y radiación electromagnética, e incluso a postular que la propia luz era una onda electromagnética.
Se puede visualizar la radiación electromagnética como dos campos que se generan mutuamente, por lo que no necesitan de ningún medio material para propagarse. Las ecuaciones de Maxwell también predicen la velocidad de propagación en el vacío (que se representa c, por la velocidad de la luz, con un valor de 299.792.458 m/s), y su dirección de propagación (perpendicular a las oscilaciones del campo eléctrico y magnético que, a su vez, son perpendiculares entre sí).

### Dualidad onda-corpúsculo
Dependiendo del fenómeno estudiado, la radiación electromagnética se puede considerar no como una serie de ondas sino como un haz o flujo de partículas, llamadas fotones. Esta dualidad onda-corpúsculo hace que cada fotón tenga una energía directamente proporcional a la frecuencia de la onda asociada, dada por la relación de Planck:

{\displaystyle E=h\nu \,}

donde {\displaystyle E} es la energía del fotón, {\displaystyle h} es la constante de Planck y {\displaystyle \nu } es la frecuencia de la onda.
Valor de la constante de Planck
{\displaystyle h=\,\,\,6,626\ 0693(11)\times 10^{-34}\ {\mbox{J}}\cdot {\mbox{s}}\,\,\,=\,\,\,4,135\ 667\ 43(35)\times 10^{-15}\ {\mbox{eV}}\cdot {\mbox{s}}}
Así mismo, considerando la radiación electromagnética como onda, la longitud de onda {\displaystyle \lambda } y la frecuencia de oscilación {\displaystyle \nu } están relacionadas por una constante, la velocidad de la luz en el medio (c en el vacío):

{\displaystyle {\text{c}}=\lambda \nu \,}

A mayor longitud de onda menor frecuencia (y menor energía según la relación de Planck).

Un ejemplos de onda electromagnética sería la de la radio puesto que la señal se va propagando por esta hasta llegar al receptor que en este caso sería la radio ya que se propagan a través de un espacio transportando energía de un lugar a otro.

## Efectos biológicos
El bioelectromagnetismo es el estudio de las interacciones y los efectos de la radiación electromagnética en los organismos vivos. Los efectos de la radiación electromagnética sobre las células vivas, incluidas las humanas, dependen de la potencia y la frecuencia de la radiación. En el caso de la radiación de baja frecuencia (ondas de radio a luz visible), los efectos que se comprenden mejor son los debidos únicamente a la potencia de la radiación, que actúa a través del calentamiento cuando se absorbe la radiación. Para estos efectos térmicos, la frecuencia es importante ya que afecta la intensidad de la radiación y la penetración en el organismo (por ejemplo, las microondas penetran mejor que los infrarrojos). Está ampliamente aceptado que los campos de baja frecuencia que son demasiado débiles para causar un calentamiento significativo no podrían tener ningún efecto biológico.
A pesar de los resultados comúnmente aceptados, se han realizado algunas investigaciones para demostrar que los campos electromagnéticos no térmicos más débiles, y los campos de radiofrecuencias y microondas modulados tienen efectos biológicos. Los mecanismos fundamentales de la interacción entre el material biológico y los campos electromagnéticos a niveles no térmicos no se comprenden completamente.
La Organización Mundial de la Salud ha clasificado la radiación electromagnética de radiofrecuencia en el Grupo 2B, posiblemente cancerígeno. Este grupo contiene posibles carcinógenos como plomo, DDT y estireno. Por ejemplo, los estudios epidemiológicos que buscan una relación entre el uso de teléfonos celulares y el desarrollo de cáncer de cerebro, no han sido en gran parte concluyentes, salvo para demostrar que el efecto, si existe, no puede ser grande.
A frecuencias más altas (visibles y más allá), los efectos de los fotones individuales comienzan a ser importantes, ya que estos ahora tienen suficiente energía individualmente para dañar directa o indirectamente las moléculas biológicas. Todas las frecuencias ultravioletas han sido clasificadas como carcinógenos del Grupo 1 por la Organización Mundial de la Salud. La radiación ultravioleta de la exposición al sol es la causa principal de cáncer de piel.
Así, a frecuencias ultravioleta y más altas, la radiación electromagnética causa más daño a los sistemas biológicos de lo que predice el simple calentamiento. Los rayos ultravioleta, junto con los rayos X y la radiación gamma, se denominan radiación ionizante debido a la capacidad de los fotones de esta radiación para producir iones y radicales libres en los materiales (incluido el tejido vivo). Dado que dicha radiación puede dañar gravemente la vida a niveles de energía que producen poco calentamiento, se considera mucho más peligrosa (en términos de daño producido por unidad de energía o potencia) que el resto del espectro electromagnético.

### Uso como arma
El rayo de calor es una aplicación de energía electromagnética que utiliza frecuencias de microondas para crear un efecto de calentamiento desagradable en la capa superior de la piel. El ejército estadounidense desarrolló un arma de rayos de calor conocida públicamente llamada Active Denial System como arma experimental para negar el acceso del enemigo a un área. Un rayo de la muerte es un arma teórica que emite un rayo de calor basado en energía electromagnética a niveles que son capaces de dañar el tejido humano. Un inventor de un rayo de la muerte, Harry Grindell Matthews, afirmó haber perdido la vista en su ojo izquierdo mientras trabajaba en su arma de rayos de la muerte basada en un magnetrón de microondas de la década de 1920.